# 3 Corvi
Désignations
3 Corvi (en abrégé 3 Crv) est une étoile de la constellation du Corbeau qui est visible à l'œil nu sous un ciel préservé de la pollution lumineuse, avec une magnitude apparente de 5,45. Elle est localisée à l'est du segment qui sépare Epsilon et Alpha Corvi, à peu près à mi-chemin entre ces deux étoiles.
L'étoile est distante de ∼ 192 a.l. (∼ 58,9 pc) de la Terre et elle s'éloigne du système solaire à une vitesse radiale héliocentrique de +14 km/s.
3 Corvi est une étoile blanche de la séquence principale de type spectral A1V. Elle est 2,14 fois plus massive et 1,87 fois plus grande que le Soleil. Elle est âgée d'environ 900 millions d'années et elle tourne rapidement sur elle-même, à une vitesse de rotation projetée de 130 km/s. 3 Corvi est 10 fois plus lumineuse que le Soleil et sa température de surface est de 9 671 K. C'est une étoile solitaire, qui ne possède pas de compagnon stellaire connu.
Un excès d'émission dans l'infrarouge en provenance de l'étoile a été détecté, ce qui suggère qu'elle est orbitée par un disque de débris. Sa température est de 150 K et il orbite à une distance moyenne de 14,7 ua de son étoile hôte.